# كريستين لانج
كريستين لانج (بالإنجليزية: Kristen Lange)‏ هي لاعبة الاسكواش أمريكية، ولدت في 18 يونيو 1988.

## وصلات خارجية
- كريستين لانج على موقع SquashInfo.com (الإنجليزية)